# Province cartusienne de Toscane
Ne doit pas être confondu avec la Toscane, région d'Italie.
Pour l’ordre des Chartreux, la définition des provinces correspond à un groupe de maisons et non à un espace géographique. Une province porte généralement le nom du pays où les maisons se trouvent principalement situées
La province de l'ordre des Chartreux de Toscane, en latin : Provincia Tusciæ  est créée au début du XVe siècle (avant 1430).

## Liste des chartreuses
Par date de fondation :
- Maggiano (Sienne) (1314-1785)
- Bologne (1334-1804)
- Farneta (Lucques) 1338
- Florence (1341-1957)
- Pontignano (1343-1785)
- Belriguardo (Sienne) 1345-1636
- Montello (Trévise) 1353-1810
- Pise 1367-1969
- Gorgone 1373-1425
- Venise 1422-1810
- Padoue 1449-1534 (transfert à proximité, 1534-1769)
- Ferrare 1452-1801
- Vedana 1 (1455-1977)
- Brescia 1504-1510
- Vedana 2 (1977-1994)
- Vedana 3 (1998-2018)

## Visiteurs de la province de Toscane
- 1386 :  Barthélemy de Ravenne ou Serafini (†1413), Il fait partie des familiers de sainte Catherine de Sienne, franciscain et visiteur de son ordre avant de faire profession à la chartreuse de Bologne. En 1375, il est nommé protoprieur de Gorgone et, en 1386, visiteur de la province de Toscane. En 1392, il est envoyé en France comme légat pontifical auprès de Charles VI[3]. Protoprieur de Pavie en 1397, déposé en 1409.

- 1486-1488 : Simon Zanacchi (†1497), profès de la chartreuse de Parme, prieur en 1458, de Pise en 1459, de Bologne en 1466, de Montello en 1467, prieur de Parme en 1472,  à nouveau de Pise en 1489, convisiteur de la province de Toscane de 1486 à 1488.

- 1498 : Antoine Suriano (~1450-†1508), né vers 1450 de famille noble à Venise, il fait profession à la chartreuse de Venise, prieur de 1487 à 1498, puis à Padoue de 1498 à 1504 et visiteur de la province de Toscane. Nommé patriarche de Venise le 27 novembre 1504.

- 1586 : Jérôme Lignano, né à Gênes, prieur de la chartreuse de Bologne, visiteur de la province de Toscane, général des chartreux (1586-1588)[4].

- 1719 : Daniel Campanini (†1727), né à Ferrare, il entre à la chartreuse de sa ville natale et y fait profession le 25 mars 1681, élu prieur en avril 1692, déposé en 1698. Il se voit imposer à nouveau cette charge en 1703, convisiteur de la province de Toscane en 1715, visiteur en 1719.

- 1743 : Théodore Borzani (†1747), profès de la chartreuse de Bologne, prieur en 1728 ; convisiteur de la province de Toscane en 1741, visiteur en 1743, il meurt en charge le 11 décembre 1747.

- 1751 : Sigismond Guastuzzu (†1773), né à Bologne, il fait profession à la chartreuse de cette ville, nommé prieur en 1751, convisiteur de la province de Toscane, absous en 1767.

- 1784 : Joseph-Alphonse Maggi (†1797), né à Milan, il fait profession à la chartreuse de Pise, prieur en 1764. Convisiteur de Toscane en 1779, visiteur en 1784.

- 1843 : François de l’Assomption, Ferreira di Mathos (1803-†1865), né à Lisbonne, il fait profession à la chartreuse de Lisbonne en 1825. En 1833, il émigre aussitôt à la chartreuse de Rome, d’où il passe à celle de Florence en 1836, élu prieur de Florence en 1842, visiteur de Toscane en 1843, prieur de Trisulti en 1846, à nouveau prieur de Florence et visiteur en 1848, procureur général en 1851, prieur de Naples en 1859 et de Padula en 1863.